# Une nuit chez le sultan
 (octobre 2024).
Pour plus de détails, voir Fiche technique et Distribution.
Une nuit chez le sultan (Hare-abian Nights) est un cartoon Merrie Melodies réalisé par Ken Harris en 1959 mettant en scène Bugs Bunny et Sam le pirate.